# Singhpur
Singhpur o Sowasthan Sinhpur fou un petit estat tributari protegit a la regió de Mehwas, al districte de Khandesh, a la presidència de Bombai. El sobirà era un membre de l'ètnia bhil, de religió hindú. Tenia una població el 1881 de 646 habitants i estava format per un petit territori pla però cobert de jungla, que produïa fusta, mel, cera i flors. la terra era bona però excepte la rodalia del pobles, estava sense cultivar.